# Anomalepis
Anomalepis is een geslacht van slangen uit de familie Anomalepididae.

## Naam en indeling
Er zijn vier soorten, de wetenschappelijke naam van de groep werd voor het eerst voorgesteld door Peter Simon Pallas in 1860.
De geslachtsnaam Anomalepis betekent vrij vertaald 'vreemde schubben'.

## Uiterlijke kenmerken
De kleur varieert van licht- tot donkerbruin en ze hebben geen zichtbare oren of ogen; deze zitten verstopt tussen de schubben en waarschijnlijk gaan ze meer op trillingen af dan op zicht. De Anomalepis- soorten hebben slechts een enkele tand, die waarschijnlijk alleen als eitand dienstdoet. De schubben aan de bovenzijde van de kop zijn veelhoekig. De slangen hebben 22 tot 28 rijen schubben in de lengte op het midden van het lichaam.
Het zijn zeer dunne, wormachtige dieren met een cilindrisch lichaam; boven- en onderzijde zijn nauwelijks uit elkaar te houden, de maximale lengte is ongeveer 40 centimeter.

## Levenswijze
Alle soorten graven weleens in de grond, maar leiden geen permanent ondergronds bestaan. Meestal bevinden de slangen zich in de humus- of strooisellaag van bossen, bosranden of heidevelden met hoge vegetatie waar ze jagen op kleine prooidieren. Alleen na een regenbui zijn ze bovengronds te vinden. Omdat deze dieren alleen mieren en termieten eten zijn ze moeilijk in gevangenschap te houden, waardoor er niet veel bekend is over de levenswijze. De vrouwtjes zetten eieren af in de bodem.

## Verspreiding en habitat
De slangen komen voor in delen van Midden- en Zuid-Amerika en leven in de landen Nicaragua, Honduras, Costa Rica, Panama, Colombia, Peru en Ecuador. De habitat bestaat uit vochtige tropische en subtropische bossen, zowel in laaglanden als in bergstreken en tropische en subtropische droge scrublands.

## Beschermingsstatus
Door de internationale natuurbeschermingsorganisatie IUCN is aan alle soorten een beschermingsstatus toegewezen. De slangen worden beschouwd als 'onzeker' (Data Deficient of DD).

## Soorten
Het geslacht omvat de volgende soorten, met de auteur en het verspreidingsgebied.
| Naam                  | Auteur       | Verspreidingsgebied                                                 |
| --------------------- | ------------ | ------------------------------------------------------------------- |
| Anomalepis aspinosus  | Taylor, 1939 | Peru                                                                |
| Anomalepis colombia   | Marx, 1953   | Colombia                                                            |
| Anomalepis flavapices | Peters, 1957 | Ecuador                                                             |
| Anomalepis mexicana   | Jan, 1860    | Nicaragua, Honduras, Costa Rica, Panama, Colombia, mogelijk in Peru |